# Srečko Puncer
Srečko Puncer (uradno Feliks Puncer) [sréčko púncer/féliks], slovenski borec za severno mejo, * 6. maj 1895, Loka pri Zidanem Mostu, † 29. april 1919, Vovbre na Koroškem, Avstrija.

## Mladost
Feliks Puncer se je rodil očetu Matiji, po poklicu davčnemu uslužbencu in materi Heleni (rojeni Fužir), ki je imela v Loki pri Zidanem mostu v najemu majhno gostilno. Tam je Srečko, kot so ga po navadi klicali, tudi začel hoditi v šolo. Že leta 1904 pa se je z družino preselil v Braslovče, kjer je nadaljeval šolanje na tamkajšnji ljudski šoli. V šolskem letu 1909/1910 se je vpisal na nižjo gimnazijo v Celju, v letu 1913/1914 pa še v tamkajšnjo višjo gimnazijo. Tam se je začel aktivno vključevati v dijaške politične organizacije. Med prvo balkansko vojno je v Celju organiziral Jugoslovansko dijaško organizacijo v okviru katere je delovalo tudi literarno društvo Kondor, za katerega je Puncer tudi izdajal revijo Savinja, pri čemer mu je kot mentor pomagal Rudolf Maister. Na višji gimnaziji je maturiral leta 1916.

## Vojaško življenje
Takoj po maturi je bil Puncer vpoklican v vojsko in sicer v Lebring na avstrijskem štajerskem, kasneje pa je bil premeščen v Slovenske Konjice. Po končani 1. svetovni vojni se je vrnil v Celje in se takoj pridružil enotam Franja Malgaja in z njimi odšel na Koroško, kjer je sodeloval v Boju za severno mejo. Pod Malgajem je sodeloval v osvobajanju Mežiške doline ter v osvobajanju in obrambi Labota in Velikovca. Skupaj s svojim poveljnikom Franjem Malgajem je pričel izdajati časopis Korotan.  

## Smrt
Feliks (Srečko) Puncer je padel v boju 29. aprila 1919 pri Vovbrah v spopadu z enotami koroškega »nemškega heimatdiensta«. Septembra istega leta pa so njegove posmrtne ostanke prepeljali v Braslovče, kjer so ga pokopali z vojaškimi častmi.